# Освободител
„Освободител“ е комунистически вестник, македонско издание на гръцкия вестник „Апелефтеротис“, който е орган на Главния щаб на Демократичната армия на Гърция за планините Паяк и Каймакчалан.
Започва да се издава на 29 февруари 1949 г. Вестникът е размножаван на шапирограф на 6 страници малък формат и се печата по време на движението на комунистическите сили в района. Спрян е от печат през август 1949 г.